# Lewki (obwód brzeski)
Lewki (biał. Ляўкі, Lauki; ros. Левки, Lewki) – wieś na Białorusi, w obwodzie brzeskim, w rejonie prużańskim, w sielsowiecie Suchopol.
W latach 1921–1939 należała do gminy Suchopol.
Według Powszechnego Spisu Ludności z 1921 roku wieś zamieszkiwały 23 osoby, wszyscy byli wyznania prawosławnego i zadeklarowali białoruską przynależność narodową. We wsi było 9 budynków mieszkalnych.